# Sauro (nome)
Sauro  è un nome proprio di persona italiano maschile.

## Varianti
- Femminili: Saura[1]

## Origine e diffusione
Sauro è un nome di ispirazione patriottica, riferito all'irredentista Nazario Sauro, giustiziato dagli austriaci nel 1916; cominciò ad essere usato come nome durante la prima guerra mondiale, ed è maggiormente diffuso, prevalentemente al maschile, in Toscana e in Emilia-Romagna.
In alcuni casi può invece essere riferito al "sauro", un colore giallo-bruno del manto di alcuni cavalli. Questo termina deriva dal francese saur ("giallo scuro", "rossiccio"), a sua volta dal francese antico sor, e in ultimo dal franco *saur ("rossiccio", "secco").

## Onomastico
Il nome è adespota, non essendoci santi così chiamati, ed è possibile festeggiare l'onomastico il 1º novembre, in occasione di Ognissanti.

## Persone
- Sauro Babini, partigiano e antifascista italiano
- Sauro Bufalini, cestista e allenatore di pallacanestro italiano
- Sauro Catellani, calciatore italiano
- Sauro Ciantini, fumettista e illustratore italiano
- Sauro Donati, astronomo italiano
- Sauro Fattori, calciatore e allenatore di calcio italiano
- Sauro Fracassa, calciatore italiano
- Sauro Frutti, calciatore e allenatore di calcio italiano
- Sauro Marianelli, scrittore italiano
- Sauro Massi, calciatore italiano
- Sauro Pazzaglia, pilota motociclistico italiano
- Sauro Petrini, calciatore e dirigente sportivo italiano
- Sauro Sedioli, politico italiano
- Sauro Sili, musicista italiano
- Sauro Taiti, calciatore italiano
- Sauro Tomà, calciatore italiano
- Sauro Turroni, politico e architetto italiano